# Iłownica (Jasienica)

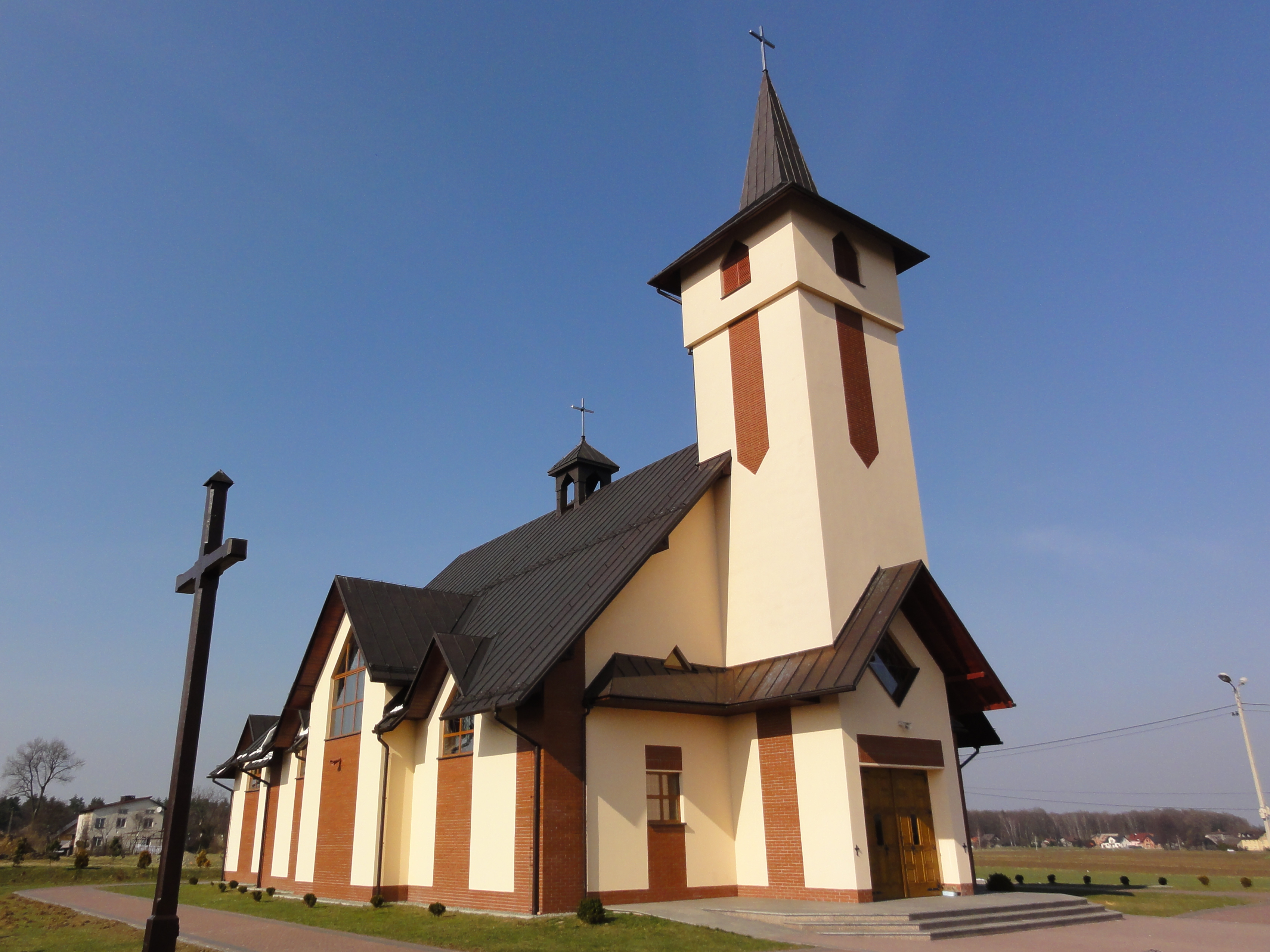
Katholische Filialkirche

Iłownica (deutsch Illownitz oder Niklasdorf) ist eine Ortschaft mit einem Schulzenamt der Gemeinde Jasienica im Powiat Bielski der Woiwodschaft Schlesien, Polen.

## Geographie
Iłownica liegt an der Grenze des Auschwitzer Beckens (Kotlina Ostrawska, im Nordwesten) und des Schlesischen Vorgebirges (Pogórze Śląskie, im Südosten), am rechten Weichsel-Zufluss Iłownica, etwa 10 km westlich von Bielsko-Biała und 45 km südlich von Katowice im Powiat (Kreis) Bielsko-Biała.
Das Dorf hat eine Fläche von 777,5 ha.
Nachbarorte sind Landek im Nordosten, Rudzica im Südosten, Roztropice im Süden, Pierściec im Südwesten, Mnich und Zaborze im Westen.

## Geschichte
Das Dorf liegt im Olsagebiet (auch Teschener Schlesien, polnisch Śląsk Cieszyński).
Der Ort wurde circa 1305 im Liber fundationis episcopatus Vratislaviensis (Zehntregister des Bistums Breslau) erstmals urkundlich als Item in Gylownita erwähnt. Später wurde es auch als Iyloffnicz (1392) aber am meisten als Gylownicz* (1452) und von 1566 als Illownitz oder Ilownic[z]a erwähnt. Der neue deutsche Name Niclasdorf erschien im Jahre 1736. Der Name ist abgeleitet vom Bach Iłownica (polnisch ił bedeutet Lehm) im Jahre 1525 als Ihlownitz erwähnt.
Politisch gehörte das Dorf ursprünglich zum Herzogtum Teschen, dieses bestand ab 1290 in der Zeit polnischen Partikularismus. Seit 1327 bestand die Lehensherrschaft des Königreichs Böhmen, seit 1526 gehörte es zur Habsburgermonarchie.
Nach der Aufhebung der Patrimonialherrschaften war es ab 1850 eine Gemeinde in Österreichisch-Schlesien, Bezirk Bielitz und Gerichtsbezirk Skotschau. In den Jahren 1880 bis 1910 stieg die Einwohnerzahl von 707 im Jahr 1880 auf 744 im Jahre 1910, es waren überwiegend polnischsprachige (zwischen 99,1 % und 99,9 %) und deutschsprachige (7 oder 0,9 % im Jahre 1910). Im Jahre 1910 waren 97 % römisch-katholisch, 22 (3 %) evangelisch.
1920, nach dem Zusammenbruch der k.u.k. Monarchie und dem Ende des Polnisch-Tschechoslowakischen Grenzkriegs, kam Iłownica zu Polen. Unterbrochen wurde dies nur durch die Besetzung Polens durch die Wehrmacht im Zweiten Weltkrieg.
Von 1975 bis 1998 gehörte Iłownica zur Woiwodschaft Bielsko-Biała.
Eine römisch-katholische Filialkirche wurde in den Jahren 2005 bis 2011 gebaut.